# Cordicollis gracilior
Cordicollis gracilior là một loài bọ cánh cứng trong họ Anthicidae. Loài này được Abeille de Perrin miêu tả khoa học năm 1885.